# Julius Lothar Meyer
Julius Lothar Meyer (Varel, 19 augustus 1830 – Tübingen, 11 april 1895) was een Duits scheikundige. Hij was tijdgenoot en concurrent van Dmitri Mendelejev voor het opstellen van de eerste periodieke tabel van chemische elementen.

## Classificatie van de atomen per volume
In 1870 maakte Meyer een grafiek die atoomvolumes afbeeldt tegen atoomgewicht. De schets is gebaseerd op de gegevens van de "Periodieke Grafiek van de Atomen". Hij mat het volume van de waarde van één atoomgewicht van elk element -namelijk één mol- en stelde dat het aantal atomen in elke mol hetzelfde was. De gemeten volumes moeten dan de relatieve volumes van de individuele atomen vertegenwoordigen. Die volumes in kaart gebracht tegen de atoomgewichten tonen dat er een patroon is – ongeveer zoals golven met kammen en troggen, of heuvels en valleien.
Een reeks in dat patroon begint met elk element aan de bovenkant van elk van die pieken. Dat zijn lithium, natrium, kalium, rubidium en cesium. Na elk ervan is er een herhaald patroon. Een belangrijke observatie die Meyer deed was de verandering in lengte van dat het herhalingspatroon. In tegenstelling tot John Newlands octaven waren deze groepen niet altijd van dezelfde lengte. waterstof vormde zelf een aparte groep, lithium tot fluor was een andere groep, natrium tot chloor een andere groep, evenals kalium tot broom.
In het begin zijn er kleine groepen, gevolgd door grotere groepen. Samenvattend is er het herhalen van de periodiciteit van het atoomvolume, maar de periodes veranderden in grootte. De eerste periode is binnen één element lengte – waterstof. De tweede en derde periodes zijn zeven in lengte. De vierde en vijfde periodes zijn zeventien elementen in lengte. Door het werk van Meyer zijn de edelgassen ontdekt, zodat er nu één element meer bestaat in elke periode van schillen (2, 8, 8, 18, 18.)